# 小信川

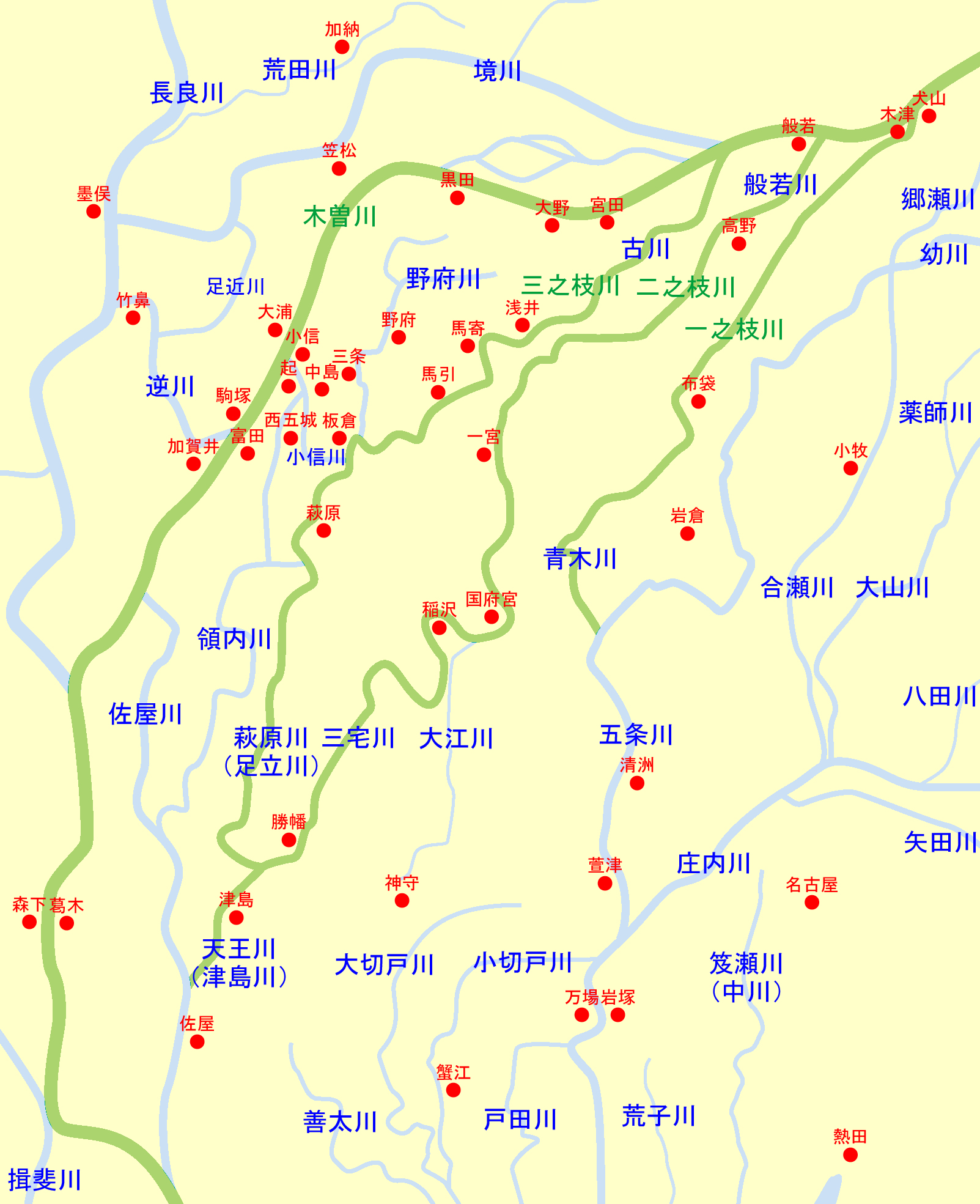
御囲堤建造以前の木曽川派川（木曽八流）の様子（緑は木曽川本川および主要派川）

小信川（このぶがわ）あるいは五城川（いつしろがわ）は、かつて存在した木曽川の派川。現在の愛知県一宮市を流れた。

## 概要
かつての小信川は現在の愛知県一宮市小信中島と一宮市起の間付近で木曽川から東に分岐し、左岸は小信中島・東五城・三条、右岸は起・西五城・北今の境付近を流れて三之枝川（現在の日光川）へと合流していた。現在、小信川跡には生活排水路が流れるが、元流域の周辺地域には河田揚・柳枯草場・鵜飼分・葭山など川にちなんだ小字名が現存する。
江戸時代に入り木曽川左岸に御囲堤が築かれると左派川は木曽川本流から切り離されるが、小信川の築止め工事は工事に起因する洪水が村に迫る難工事であったと伝えられ、工事関係者が宿泊していた小信中之坊の門徒であった「与三兵衛」が自ら人柱となって工事が完成したと伝えられる。後年になって雨の日に青白い怪火が飛ぶという怪談が伝えられるようになるが、この火は与三兵衛が由来の「与三ケ巻」から発して、小信中之坊が西五城に移転した信行寺の門前に消えたことから、与三兵衛が参拝したのだと考えられるようになった。この付近では1956年（昭和31年）に完成した濃尾大橋の工事でも作業員3人が亡くなっており、翌1957年（昭和32年）に与三兵衛と作業員3人の供養のために一宮市起堤町の金比羅神社内に「人柱観音」と名づけた観音像が建立され、現在も毎年供養が行われている。